# Teile der Hinteren Pölsenalm
Teile der Hinteren Pölsenalm este o arie protejată (arie specială de conservare — SAC, sit de importanță comunitară — SCI) din Austria întinsă pe o suprafață de 2,4 ha, integral pe uscat.

## Localizare
Centrul sitului Teile der Hinteren Pölsenalm este situat la coordonatele 47°20′16″N 14°15′35″E / 47.3379°N 14.2597°E.

## Înființare
Situl Teile der Hinteren Pölsenalm a fost declarat sit de importanță comunitară în iulie 2017 pentru a proteja un număr necunoscut de specii din flora spontană și fauna sălbatică aflate în arealul zonei. Situl a fost protejat și ca arie specială de conservare în octombrie 2020.

## Biodiversitate
Situată în ecoregiunea alpină, aria protejată conține 1 habitat natural: Formațiuni pioniere alpine de Caricion bicoloris-atrofuscae.
La baza desemnării sitului se află un număr nedeclarat de specii protejate.